# Geister Rikscha
Die Geister Rikscha (auch Geister-Rikscha) ist ein am 5. Juni 1981 eröffneter Dark Ride beziehungsweise eine Geisterbahn im Freizeitpark Phantasialand in Brühl. Die Fahrt verläuft weitgehend unterhalb des Themenbereichs China Town und gilt als die längste unterirdische Themenfahrt Europas. Zudem ist die Geister Rikscha mit einer Betriebszeit von 43 Jahren das älteste aktive Fahrgeschäft im Phantasialand.
Das von der Schwarzkopf GmbH hergestellte Endlosfahrsystem mit 100 Gondeln für jeweils drei Personen durchfährt die 250 Meter lange Strecke in acht Minuten. Es blieb die einzige Anlage, die mit diesem Fahrsystem der Firma Schwarzkopf gebaut wurde. Die Gondeln sind drehbar und richten die Mitfahrer jeweils passend zu den mit Figuren von Heimo ausgestatteten, von der Chinesischen Mythologie inspirierten, Szenen aus.
Der Eingang führt in ein großes Gebäude, in dem auf der einen Seite der Wartebereich und die Station, auf der anderen Seite mehrere Szenen der Fahrt, darunter eine große, über zwei Etagen gehende Szene, untergebracht sind. Die Außenseite des Gebäudes mit dem Eingang ist teilweise wie eine Burg oder ein Teil der Chinesischen Mauer gestaltet und teilweise mit Kunstfelsen verkleidet, in deren Nische eine mehrere Meter große Buddhafigur sitzt.

## Beschreibung der Fahrt

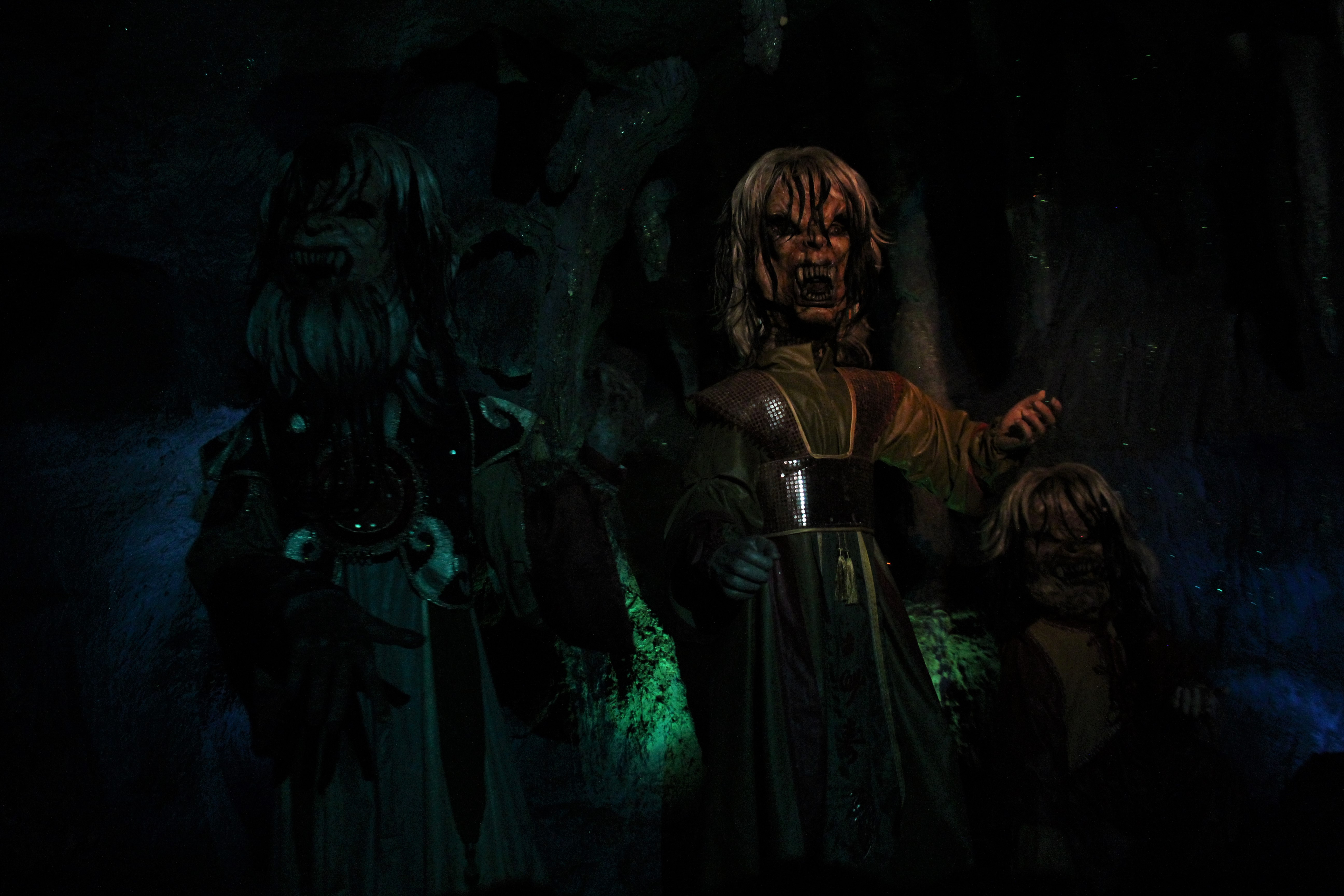
Die drei Anhalter

Nachdem man mit den Gondeln unter die Erde gefahren ist, sieht man die erste Szene, eine große Figur, die den Todesgott Yama darstellen soll. Dieser teilt den Besuchern der Unterwelt, dargestellt als drei chinesische Geistergestalten, mit, welchen Schicksalspfad sie, basierend auf ihrem Karma, das heißt der Summe ihrer guten und schlechten Taten, zu beschreiten haben.
Danach folgt eine Berglandschaft, aus der Geister und Monster erscheinen. In der dritten Szene kämpft ein Krieger gegen einen großen Drachen. Dann folgt die Friedhofsszene, in der von einem Skelett Hände aus einem Moor geangelt werden oder Grabsteine wackeln. Daran schließt sich eine Szenerie mit einem sprechenden Baum an. Auf dem Boden erscheinen gespenstische Gesichter, anschließend kämpfen in der nächsten Szene Drachen mit Schwertern gegeneinander. Nun folgt ein Geisterschiff, das durch ein Unwetter mit Donner und Blitzen manövriert wird. Im Anschluss daran folgt eine Szene, in der Menschen einen Schatz bergen, dieser liegt ausgebreitet und mit Skeletten verziert auf dem Boden. Über der Szene schwebt ein Gespenst. Anschließend fahren die Gondeln ein Stück in die Höhe, während man zu seiner Linken eine Art Gottheit sieht, die mit Masken winkt. Dann folgt ein großer Tempel, in dem u. a. Geister durch Wände tanzen oder Instrumente gespielt werden. Anschließend daran sieht man drei Geister (auch die drei Anhalter genannt), die den Fahrgast auffordern, sie mitzunehmen. Man fährt an einem halbdurchlässigen Spiegel vorbei, dahinter fahren parallel und synchron Monster vorbei, so dass der Eindruck entsteht, das jeweilige Monster säße mit in der Gondel. Zum Schluss sieht man auf der rechten Seite, wie Menschen versuchen ein riesiges Monster, einen Menschenfresser mit Keule, durch Seile zu bändigen. Sie weisen einem den Weg zurück zu den Lebenden, die Fahrt ist beendet und man steigt aus.

## Ehemalige Szenen
Im Laufe der Jahre wurden in der Geister Rikscha einige Szenen und der Wartebereich erneuert. Die wichtigsten Jahre des Umbaus waren 1997 und 2002. Teilweise wurden auch komplette Szenen ausgetauscht; so war beispielsweise früher an Stelle der kämpfenden Drachen ein großer Krake zu sehen. Die heutige Schatzbergungsszene zeigte früher einen Mann, später eine Art Monster, die jeweils eine Laufrikscha zogen. Außerdem verfügten die Rikschen in dieser Zeit über ein Onboard-Soundsystem.